# Tolstíkovo
Tolstíkovo (en rus: Толстиково) és un poble de l'óblast de Vladímir, a Rússia, segons el cens del 2010 tenia 267 habitants. Pertany al districte municipal de Mélenki.